# (36650) 2000 QJ198
2000 QJ198 (asteroide 36650) é um asteroide da cintura principal. Possui uma excentricidade de 0.13541780 e uma inclinação de 2.70909º.
Este asteroide foi descoberto no dia 29 de agosto de 2000 por LINEAR em Socorro.